# Johannes Musæus Norman
Johannes Musæus Norman (født 28. oktober 1823 i Asker, død 15. januar 1903 i Kristiania) var en norsk botaniker.
Norman blev student 1840 og cand. med. 1847. 1849—51 og 1855—57 var han universitets-stipendiat i botanik, derefter praktiserede han en kortere tid som læge og rejste foråret 1858 til Aschaffenburg for at uddanne sig til forstmand. Nogen tid efter hjemkomsten ansattes han 25. juli 1860 som forstmester i Tromsø og Finmarkens Amter.
Som elev af professor M.N. Blytt havde Norman allerede tidlig fået livlig interesse for botanik og berejste 1853—55 med stipendium Østerrig, hvor han nogen tid studerede hos professor Franz Unger i Wien, samt Italien, særlig Sicilien, og afsluttede med studier i Paris.
Frugterne af hans studier hos Unger viste sig i hans arbejde: Quelques observations de morphologie végétale faites au jardin botanique de Christiania (universitetsprogram, Kristiania 1857), det første planteanatomiske arbejde i Norge. Efter at være bleven forstmester syslede Norman i sin fritid ivrigt med det nordlige Norges flora, og 1876 bevilgede Stortinget ham en årlig løn, for at han uafhængig af andre hverv kunde bearbejde sine undersøgelser herover.
Han tog da afsked som forstmand og bosatte sig 1877 i Larvik. Som resultat af sine undersøgelser udgav han foruden flere mindre afhanlinger sit hovedværk: Norges arktiske Flora (Bd 1—2, 1894—1901). Norman var også en fremragende likenolog og udgav mange afhandlinger, særlig om Norges lavarter.